# Ramzan Kadyrov
Ramzan Kadyrov (čečensky Кадыров Ахьмат-кӀант Рамзан, rusky Рамза́н Ахма́дович Кады́ров; * 5. října 1976 Centoroj) je čečenský bojovník a politik, od 15. února 2007 neoficiálně prezidentem autonomní Čečenské republiky. Stvrzen ve funkci byl oficiálně dne 5. dubna 2007. Je synem bývalého čečenského prezidenta Achmata Kadyrova. Ramzan Kadyrov se dlouhodobě těší podpoře ruského prezidenta Vladimira Putina. Platí za autoritativního vůdce, který ve své vlasti vládne tvrdou rukou.

## Životopis
Kadyrov se narodil v Centaroji v Čečensko-ingušské ASSR. Byl druhým synem v rodině Achmada a Ajmani Kadyrovových a jejich nejmladším dítětem. Měl staršího bratra jménem Zelimchan (1974–2004) a dvě starší sestry: Zargan (* 1971) a Zulaj (* 1972). Kadyrov se snažil získat respekt svého otce Achmada Kadyrova, který byl imámem. Tvrdí, že svého otce vždy napodoboval. Achmad během první čečenské války podporoval výzvu k džihádu proti Rusům, ale ve druhé čečenské válce přešel na druhou stranu a vyhlásil věrnost Rusku. Na začátku 90. let, kdy se rozpadl Sovětský svaz, Čečenci zahájili své snahy o nezávislost.
Během první čečenské války bojoval spolu se svým otcem proti ruským ozbrojeným silám a po válce byl Ramzan osobním řidičem a bodyguardem svého otce Achmada, který se stal separatistickým muftím Čečenska. Na začátku druhé čečenské války v roce 1999 rodina Kadyrovových přeběhla na stranu Moskvy. Od té doby vedl Kadyrov své milice s podporou ruské Federální bezpečnostní služby (FSB) (včetně služebních průkazů) a stal se šéfem čečenské prezidentské bezpečnostní služby.

### Vicepremiér
V ruských prezidentských volbách v březnu 2004 se stal vedoucím regionální volební komise. Po atentátu na jeho otce Achmata Kadyrova v květnu 2004 byl jmenován vicepremiérem a fakticky se stal šéfem čečenské vlády. V prosinci 2004 mu Vladimir Putin udělil titul Hrdina Ruské federace, nejvyšší ruské vyznamenání.
Když jeho sestru v lednu 2005 zadržela dagestánská policie, Kadyrov a asi 150 ozbrojených mužů odjeli do budovy chasavjurtské městské policie (GOVD). Podle starosty města Kadyrovovi muži obklíčili GOVD, přitlačili její služební důstojníky ke zdi a napadli je, načež opustili budovu i se Zulaj Kadyrovou a „vítězně stříleli do vzduchu“.

V srpnu 2005 Kadyrov prohlásil, že na místě zbořených trosek rozbořeného centra Grozného bude postavena „největší mešita v Evropě“ a že Čečensko je „nejmírumilovnějším místem v Rusku“ a za několik let bude také „nejbohatším a nejmírumilovnějším“ místem na světě. Řekl, že válka již skončila a že v Čečensku zůstalo pouze 150 „banditů“ (oproti oficiálním údajům o 700 až 2 000 povstaleckých bojovnících) a že díky jeho otci již od roku 1999 přešlo na ruskou stranu 7 000 separatistů. Když Kadyrov odpovídal na otázku, jak se chystá „pomstít vraždu svého otce“, řekl:
„Toho, koho jsem měl zabít, jsem už zabil. A ty, kteří za ním zůstávají, budu zabíjet do posledního z nich, dokud nebudu sám zabit nebo uvězněn. Budu zabíjet, dokud budu žít... Putin je nádherný. Myslí na Čečensko víc než na kteroukoli jinou republiku (Ruské federace). Když mi zavraždili otce, přijel (Putin) a osobně se dostavil na hřbitov. Putin zastavil válku. Putin by se měl stát doživotním prezidentem. Je zapotřebí silné vlády. Demokracie je všechno, jen ne americký výmysl...Rusové nikdy nedodržují své zákony. Všichni kradli a jen Chodorkovskij je ve vězení“

### Prezident
V únoru 2006 se stal předsedou republikové rady strany Jednotné Rusko, v současnosti nejsilnější politické strany v Rusku i Čečensku. Po demisi Alu Alchanova v roce 2007 byl jmenován prezidentem Čečenska. 5. března 2011 jeho jmenování potvrdil čečenský parlament.
V této funkci prakticky neomezeně kontroluje veškerou moc a veřejný život v Čečensku – parlament, soudnictví i sdělovací prostředky, což je doprovázeno všudypřítomným utvrzováním kultu osobnosti Ramzana Kadyrova a jeho rodiny.

## Spory s Ruskem
V roce 2015 Kadyrov nařídil čečenským bezpečnostním silám zastřelit každého ruského policistu, který vstoupí na území Čečenska bez povolení čečenských úřadů. Podle některých komentátorů má ruský prezident Putin z Kadyrova strach, protože pokus omezit Kadyrovovu moc v Čečensku by mohl vyústit v třetí čečenskou válku.
Ruský opoziční politik Ilja Jašin obvinil Kadyrova z objednání vraždy Borise Němcova, který Kadyrova a jeho způsob vládnutí dlouhodobě kritizoval. Podle Jašina se Čečensko pod vládou Kadyrova „stalo islámským státem uvnitř Ruska a nepodřizuje se (ruským) zákonům.“ Kadyrova za objednatele vraždy označili také advokáti pozůstalých.

## Válka s Ukrajinou
Ramzan Kadyrov podporuje prezidenta Ruské federace Vladimira Putina v jeho postojích vůči Ukrajině. V únoru 2022 vyslal čečenské jednotky na Ukrajinu.
V březnu 2022 nařídil svým mužům, aby zabili ukrajinského nacionalistu Stepana Banderu. Ten však zemřel již r. 1959, kdy ho zabil agent KGB.
Po zahájení ukrajinské protiofenzívy v Charkovské oblasti 10. září 2022 kritizoval vedení ruské armády a naznačil, že prezident Putin možná nemá o dění na bojišti úplné informace. „Pokud dnes nebo zítra nedojde ke změně strategie, budu nucen promluvit s vedením ministerstva obrany a vedením země a vysvětlit jim skutečnou situaci na místě,“ uvedl Kadyrov.
26. října 2022 prohlásil válku proti Ukrajině za „džihád“ (islámskou svatou válku) a vyzval ostatní muslimy, aby se do ní zapojili na straně Ruska.

## Obvinění ze zločinů a porušování lidských práv
Podle novinářky ruských opozičních novin Novaja gazeta Anny Politkovské měl ve svém domě ve vesnici Centaroj (Chosi-Jurt) mučírnu určenou odpůrcům jeho otce. Vyčítala mu také podněcování k vraždám, účast na přestřelkách a rvačkách. Podle Anny Politkovské bylo hlavním zdrojem příjmů Ramzana Kadyrova výkupné z únosů lidí.
Podle názoru ruské nevládní organizace na ochranu lidských práv Memorial z roku 2007 se skutečná situace Čečny pod vládou Ramzana Kadyrova nezlepšovala. Nadále docházelo k únosům, které podle Memorialu tajně prováděly Kadyrovovy oddíly, označované také jako čečenské speciální síly, především oddíly „Sever“ a „Vostok“. Podle názoru Memorialu v Čečně stále dochází k mučení, politickým vraždám a porušování lidských práv a k toleranci těchto praktik ze strany ruských federálních úřadů.

## Soukromý život
Ramzan Kadyrov je ženatý s Medni Kadyrovovou má v manželství šest dětí. Kromě toho má však nespecifikované množství nemanželských potomků, často je porodily nezletilé konkubíny. Je čestným předsedou fotbalového klubu RFK Achmat Groznyj. Až do roku 2000 aktivně boxoval. V květnu 2015 se stal čestným předsedou čečenské pobočky motorkářského klubu Noční vlci – Groznyj.